# Neurotrichini
De Neurotrichini is een geslachtengroep van mollen uit de onderfamilie Talpinae. Deze groep omvat slechts één levende soort, de Amerikaanse spitsmuismol (Neurotrichus gibbsii), en een aantal fossiele vormen. Deze groep wordt traditioneel beschouwd als verwant aan de Japanse spitsmuismollen (Urotrichini), maar genetisch en morfologisch onderzoek heeft uitgewezen dat er grote verschillen bestaan tussen beide groepen.
Het zijn zeer kleine mollen, die een groot deel van hun tijd bovengronds doorbrengen. Hun nesten zijn ook bovengronds. De staart is kort, dik, geschubd en spaarzaam bedekt met lange haren. De vacht is zwart tot blauwachtig. De ogen zijn rudimentair en de uitwendige oren afwezig. Er zijn 36 tanden. De Amerikaanse spitsmuismol is de enige gewervelde met een gepigmenteerde laag aan de voorkant van de ooglens, maar het is niet na te gaan of de fossiele Quyania dat kenmerk ook had.
Deze groep omvat de volgende geslachten:
- Neurotrichus (levend van Brits-Columbia tot Californië; mogelijk Laat-Mioceen van Noord-Amerika en Laat-Plioceen of Vroeg-Pleistoceen van Europa)
- Quyania† (Midden-Mioceen en Laat-Mioceen of Vroeg-Plioceen van Azië)